# アジア・ゲートウェイ構想
アジア・ゲートウェイ構想（アジア・ゲートウェイこうそう）は、アジア各国と積極的に交流を図り、日本の役割や地位を高めようとする構想。AGWと略されることもある。

## 概要
第1次安倍内閣にて打ち出された政策の一つで、第165回国会の所信表明演説にて「日本がアジアと世界の架け橋となる『アジア・ゲートウェイ構想』を推進します」 と述べたことが始まりである。2007年5月内閣官房に「アジア・ゲートウェイ戦略会議」が設置された。しかしながら構想を進めていくうちに閣内対立が発生して一時的に混乱した。

## 政策内容
アジア・ゲートウェイ構想の要として以下が掲げられた。

### 最重要課題10
- 「航空自由化（アジア・オープンスカイ）」に向けた航空政策の転換
  - 二国間交渉を通じた関西国際空港･中部国際空港の航空自由化の推進、地方空港による観光推進（航空自由化交渉妥結前の暫定的な新規開設・増便の認可、チャーター便受け入れ）
  - 東京国際空港の更なる国際化（欧米便を含む国際定期便への深夜早朝時間帯の解放、チャーター中国便等への昼間時間帯の解放）、大都市圏国際空港の 24 時間化、首都圏空港（成田国際空港・東京国際空港）の容量拡大・アクセス改善が盛り込まれた。

- 「貿易手続改革プログラム」の着実な実施
  - 税関･港湾手続の統一や簡略化、さらにNACCSの見直しをする。

- アジア高度人材ネットワークのハブを目指した留学生政策の再構築
  - 留学生受け入れのシェアを拡大し（世界の5％程度）、アジア人財資金構想推進や在留資格制度の見直しで、留学生の就職を促進する。

- 世界に開かれた大学づくり
  - 大学に対しての資金提供や、国際化の状況に対する調査の実施、公表や第三者機関による評価の充実を図ることで日本全体のイノベーション化を高める。

- アジアの利用者にとって最も魅力的な金融資本市場の構築
  - 預託証券（JDR）等の活用、英文開示の促進、プロ向け市場の創設、規制・監督の充実・透明性向上など、

- グローバル化の中で成長する農業への変革
  - 企業家精神を有する農業経営者による、異業種との連携や最新の科学技術も活用した経営展開を促進し、農業の輸出産業への転換を図る。

- アジア・ゲートウェイ構造改革特区（仮称）の創設
  - 構造改革特区を活用した地域のアジア交流の促進 、日本の魅力を最大限に生かして、ハード・ソフトで発信を行う。

- 日本の魅力の海外発信
  - 日本で発展してきたさまざまな文化を育成して、海外に発信する。
- アジア共通課題に関する協力・研究の中核機能の強化
  - 環境・エネルギー、感染症、人の越境移動などアジア共通課題 の解決に向け、国際会議・フォーラムの開催、国際共同研究の実施、国際研究拠 点機能の強化、ICTの活用等

### 重点7分野
- 人流・物流ビッグバン
  - 利用者の視点に立った航空・港湾・貿易手続の大改革
- 国際人材受入・育成戦略
  - 日本をアジアの高度人材ネットワークのハブに
- 日本とアジアの金融資本市場の機能強化
  - 日本の国際金融センター化、アジアの金融資本市場の育成
- 「国内市場型」産業の競争力強化
  - グローバル化に対応した「攻め」の農業・サービス業等の改革
- アジアの活力を取り込む地域戦略
  - 地域とアジアの大交流時代への道を切り開く
- 日本の魅力の向上・発信
  - 日本文化産業戦略を軸に、感性豊かなクリエイティブ・ジャパンに
- アジアの共通発展基盤の整備
  - 世界の成長を支える「開かれたアジア」の維持・発展

## 戦略会議メンバー
- 伊藤元重（座長）
- 中北徹（座長代理）
- 氏家純一
- 白石隆
- 中村邦夫
- 深川由起子
- 宮田亮平